# Jacqueline Patorni
Pour les articles homonymes, voir Patorni.
Jacqueline Patorni est une joueuse de tennis française, née le 15 mai 1917 à Paris 17e et décédée le 12 mars 2002 à l'hôpital de Suresnes.

## Biographie
Jacqueline Patorni se fait remarquer dès sa jeunesse, sous son nom de jeune-fille Jacqueline Horner, par ses talents sportifs. Championne de France de tennis junior, elle fait également partie de l’équipe de France de ski. Elle participe aux plus grands championnats amateurs, tels que Roland-Garros, Wimbledon et Forest Hills jusqu’en 1956, année où elle devient joueuse professionnelle.
Le 12 avril 1942, elle épouse l’acteur Raphaël Patorni, lui-même joueur de tennis émérite. Tous deux deviennent entraîneurs au Racing Club de France, prenant aussi en charge les activités tennistiques à Deauville.

## Palmarès (partiel)

### Finale en double mixte
| No | Date       | Nom et lieu du tournoi         | Catégorie | Surface      | Vainqueures               | Partenaire  | Score    |          |
| -- | ---------- | ------------------------------ | --------- | ------------ | ------------------------- | ----------- | -------- | -------- |
| 1  | 17-05-1954 | Internationaux de France Paris | G. Chelem | Terre (ext.) | Maureen Connolly Lew Hoad | Rex Hartwig | 6-4, 6-3 | Parcours |

## Parcours en Grand Chelem (partiel)
Si l’expression « Grand Chelem » désigne classiquement les quatre tournois les plus importants de l’histoire du tennis, elle n'est utilisée pour la première fois qu'en 1933, et n'acquiert la plénitude de son sens que peu à peu à partir des années 1950.

### En simple dames
| Année | Championnat d'Australie | Championnat d'Australie | Internationaux de France | Internationaux de France | Wimbledon      | Wimbledon    | US National | US National |
| ----- | ----------------------- | ----------------------- | ------------------------ | ------------------------ | -------------- | ------------ | ----------- | ----------- |
| 1934  | -                       | -                       | 2e tour (1/16)           | Sarah Palfrey            | -              | -            | -           | -           |
| 1935  | -                       | -                       | 1er tour (1/32)          | Lolette Payot            | -              | -            | -           | -           |
| 1936  | -                       | -                       | 3e tour (1/8)            | Hilde Sperling           | -              | -            | -           | -           |
| 1937  | -                       | -                       | 3e tour (1/8)            | Hilde Sperling           | -              | -            | -           | -           |
| 1938  | -                       | -                       | 1er tour (1/32)          | Nelly Adamson            | -              | -            | -           | -           |
| 1939  | -                       | -                       | 1er tour (1/16)          | Gracyn Wheeler           | -              | -            | -           | -           |
| 1946  | -                       | -                       | 2e tour (1/16)           | Doris Hart               | 3e tour (1/16) | Betty Hilton | -           | -           |
| 1947  | -                       | -                       | 2e tour (1/16)           | Doris Hart               | -              | -            | -           | -           |
| 1948  | -                       | -                       | 3e tour (1/8)            | Maria Weiss              | -              | -            | -           | -           |
| 1949  | -                       | -                       | 3e tour (1/8)            | Sheila Piercey           | -              | -            | -           | -           |
| 1950  | -                       | -                       | 1er tour (1/32)          | Joy Gannon               | -              | -            | -           | -           |
| 1951  | -                       | -                       | 1er tour (1/32)          | Shirley Fry              | -              | -            | -           | -           |
| 1952  | -                       | -                       | 2e tour (1/16)           | Arvilla McGuire          | -              | -            | -           | -           |
| 1953  | -                       | -                       | 1er tour (1/32)          | Fenny ten Bosch          | -              | -            | -           | -           |
| 1954  | -                       | -                       | 2e tour (1/16)           | Suzanne Schmitt          | -              | -            | -           | -           |
| 1955  | -                       | -                       | 2e tour (1/16)           | Dorothy Knode            | -              | -            | -           | -           |

À droite du résultat, l’ultime adversaire.

### En double dames
| Année | Championnat d'Australie | Championnat d'Australie | Internationaux de France      | Internationaux de France   | Wimbledon                    | Wimbledon                | US National | US National |
| ----- | ----------------------- | ----------------------- | ----------------------------- | -------------------------- | ---------------------------- | ------------------------ | ----------- | ----------- |
| 1934  | -                       | -                       | 1er tour (1/16) H. Morel      | Helen Jacobs Sarah Palfrey | -                            | -                        | -           | -           |
| 1935  | -                       | -                       | 2e tour (1/8) Simone Amaury   | M. Scriven Kay Stammers    | -                            | -                        | -           | -           |
| 1936  | -                       | -                       | 1er tour (1/8) Simone Amaury  | H. Sperling Lilí Álvarez   | -                            | -                        | -           | -           |
| 1937  | -                       | -                       | 1er tour (1/16) Arlette Halff | Madzy Rollin T. Terwindt   | -                            | -                        | -           | -           |
| 1938  | -                       | -                       | 1/2 finale S. Iribarne        | S. Mathieu Billie Yorke    | -                            | -                        | -           | -           |
| 1939  | -                       | -                       | 1/2 finale Goldschmidt        | Alice Florian Hella Kovac  | -                            | -                        | -           | -           |
| 1946  | -                       | -                       | 1er tour (1/8) S. Pannetier   | Pauline Betz Doris Hart    | 1er tour (1/32) S. Pannetier | Dorothy Bundy P. Canning | -           | -           |
| 1947  | -                       | -                       | 1er tour (1/16) S. Pannetier  | D. Muller S. Piercey       | -                            | -                        | -           | -           |
| 1948  | -                       | -                       | 1/4 de finale S. Pannetier    | Doris Hart P. Canning      | -                            | -                        | -           | -           |
| 1949  | -                       | -                       | 2e tour (1/8) S. Pannetier    | Nel Hermsen J. Marcellin   | -                            | -                        | -           | -           |
| 1951  | -                       | -                       | 1/4 de finale S. Pannetier    | Jean Quertier Jean Walker  | -                            | -                        | -           | -           |
| 1952  | -                       | -                       | 1/4 de finale A. McGuire      | Hazel Redick J. Wipplinger | -                            | -                        | -           | -           |
| 1953  | -                       | -                       | 2e tour (1/8) Arlette Halff   | H. Fletcher Jean Quertier  | -                            | -                        | -           | -           |
| 1954  | -                       | -                       | 2e tour (1/8) Nelly Adamson   | Aline Dubois Erika Obst    | -                            | -                        | -           | -           |
| 1955  | -                       | -                       | 1er tour (1/16) M. Brunnarius | Ruth Kaufmann Fanny Ten    | -                            | -                        | -           | -           |

Sous le résultat, la partenaire ; à droite, l’ultime équipe adverse.

### En double mixte
| Année | Championnat d'Australie | Championnat d'Australie | Internationaux de France          | Internationaux de France | Wimbledon | Wimbledon | US National | US National |
| ----- | ----------------------- | ----------------------- | --------------------------------- | ------------------------ | --------- | --------- | ----------- | ----------- |
| 1952  | -                       | -                       | 3e tour (1/8) Jean Borotra        | Joy Gannon Tony Mottram  | -         | -         | -           | -           |
| 1953  | -                       | -                       | 2e tour (1/16) Ducos De La Haille | H. Fletcher Anthony J.   | -         | -         | -           | -           |
| 1954  | -                       | -                       | Finale Rex Hartwig                | M. Connolly Lew Hoad     | -         | -         | -           | -           |

Sous le résultat, le partenaire ; à droite, l’ultime équipe adverse.